# Adaševci
Adaševci  (srp.: Адашевци) je naselje u općini Šid u Srijemskom okrugu u Vojvodini.

## Zemljopis
Adaševci se nalaze 5 kilometara južno od Šida, velikim dijeom na zapadnoj strani graniči se rijekom Bosut, u blizini sela nalazi se međunarodna autocesta Zagreb-Beograd.

## Stanovništvo
U naselju Adaševci živi 1.687 punoljetnih stanovnika, a prosječna starost stanovništva iznosi 39,9 godina (37,8 kod muškaraca i 41,9 kod žena). U naselju ima 697 domaćinstava, a prosječan broj članova po domaćinstvu je 3,11.
| Etnički sastav |            |        |
| Narod          | Stanovnika | %      |
| Srbi           | 2.076      | 95,84% |
| Hrvati         | 19         | 0,87%  |
| Jugoslaveni    | 4          | 0,18%  |
| Slovaci        | 2          | 0,09%  |
| Rusini         | 2          | 0,09%  |
| Ukrajinci      | 1          | 0,04%  |
| Mađari         | 1          | 0,04%  |
| Rumunji        | 1          | 0,04%  |
| nepoznato      | 21         | 0,96%  |

| broj stanovnika | 2333  | 2363  | 2562  | 2566  | 2363  | 2080  | 2237  |
|                 | 1948. | 1953. | 1961. | 1971. | 1981. | 1991. | 2001. |